# Fojnica
Fojnica è un comune della Federazione di Bosnia ed Erzegovina situato nel Cantone della Bosnia Centrale con 13.047 abitanti al censimento 2013.